# Hafez al-Assad
Hafez al-Assad (tiếng Ả Rập: حافظ الأسد Ḥāfiẓ al-ʾAsad, phát âm Levantine: [ˈħaːfezˤ elˈʔasad]; 6 tháng 10 năm 1930 – 10 tháng 6 năm 2000) là một chính khách, chính trị gia và tướng lĩnh Syria, từng làm Tổng thống Syria từ 1971 đến 2000, thủ tướng nước này từ 1970 đến 1971. Assad tham gia cuộc đảo chính năm 1963 đưa đảng Ba'ath lên nắm quyền ở Syria rồi được chỉ định làm Chỉ huy không quân Syria. Năm 1966, Assad tham gia cuộc đảo chính thứ hai truất phế những tướng lĩnh đồng minh trước đó.

## Thuở niên thiếu và giáo dục: 1930–1950

### Gia đình
Hafez được sinh ra ngày 6 tháng 10 năm 1930 tại làng Qardaha trong một gia đình người Alawite thuộc bộ tộc Kalbiyya. Cha mẹ ông là Na'sa và Ali Sulayman.